# Veronicastrum sibiricum
Veronicastrum sibiricum là một loài thực vật có hoa trong họ Mã đề. Loài này được (L.) Pennell miêu tả khoa học đầu tiên năm 1935.